# Melina Merkouri
Melina Merkouri (Grieks: Μελίνα Μερκούρη, Melína Merkoúri) (Athene, 18 oktober 1920 – New York, 6 maart 1994) was een Grieks actrice, zangeres en politica.

## Levensloop
Merkouri was de dochter van een Atheens politicus. Haar moeder, Irene Lappas, was de zus van admiraal Pyrros Lappas, die diende als chef van de generale staf van de Griekse marine, secretaris-generaal van het Comité van de Olympische Spelen en hoofd van het militaire huis van koning Paul.
Als actrice werd zij ontdekt door Jules Dassin met wie zij in 1966 in het huwelijk trad. Zij vierde triomfen in verschillende van zijn films, vooral in de wereldberoemde Never on Sunday uit 1960. Toen in 1967 na een militaire staatsgreep de kolonelsregering aan het bewind kwam in Griekenland, ging zij uit afkeer in vrijwillige ballingschap en voerde zij in vele landen actie tegen het dictatoriale regime, dat uiteindelijk in 1974 ten val kwam.
Melina Merkouri, die zich sindsdien vaak spottend "La Veuve du Colonel" noemde, naar de gelijknamige operette van Jacques Offenbach, keerde onmiddellijk terug naar Griekenland, waar zij een actief aandeel had in de oprichting van de PASOK, de nieuwe socialistische partij van Andreas Papandreou. In 1977 kwam zij als volksvertegenwoordiger in het parlement. Van 1981 tot 1989 was zij minister van Cultuur, Jeugd en Sport. In deze functie wist zij een onuitwisbaar stempel te drukken op het Griekse cultuurbeleid, en maakte zij zich vooral bekend door haar niet aflatende pogingen om van de Britse regering de Elgin marbles voor Griekenland terug te krijgen.
Door haar sterke persoonlijkheid had zij een enorme uitstraling in Griekenland en ver daarbuiten. Zij was initiatiefneemster van een gewichtige culturele instelling: de “Culturele Hoofdstad van Europa”. Een bekende uitspraak van Melina Merkouri was dat "cultuur Griekenlands zware industrie" is.
De "Melina Mercouri Foundation", gesticht na haar overlijden door haar echtgenoot Jules Dassin, heeft de bedoeling haar visie levend te houden.

## Werk

### Films
- Never on Sunday (1960)
- Phaedra (1962)
- Topkapi (1964)
- Les pianos mécaniques (1964)
- La promesse de l'aube (1970)
- A dream of passion (1977)

### Boek
- I was born Greek (1971) (autobiografie)

- Bibsys: 90754903
- Biblioteca Nacional de España: XX1174665
- Bibliothèque nationale de France: cb12175843r (data)
- Gemeinsame Normdatei: 118581031
- International Standard Name Identifier: 0000 0001 1822 0413
- Library of Congress Control Number: n81040605
- MusicBrainz: bdb70d5d-ded0-4b06-a9d3-8b9e9d0f932d
- Bibliotheek van het Japanse parlement: 00449783
- Nationale Bibliotheek van Tsjechië: jo2002102175
- Nationale bibliotheek van Australië: 35347338
- Nationale Bibliotheek van Israël: 987007325539705171
- Nationale Bibliotheek van Polen: a0000001224149
- Nationale en Universitaire bibliotheek Zagreb: 000126582
- Nederlandse Thesaurus van Auteursnamen: 071563776
- Réseau des bibliothèques de Suisse occidentale: 02-A006193794
- LIBRIS: 403939
- SNAC: w6nw1rtx
- Système universitaire de documentation: 030317851
- Trove: 920539
- Virtual International Authority File: 11062300
- WorldCat: E39PBJtCFxWhyyB7ck4wGRMQMP